# تریدویند اوییشن
تریدویند اوییشن (به انگلیسی: Tradewind Aviation) یک شرکت هواپیمایی با کد یاتا TJ است که در تاریخ ۲۰۰۱ میلادی تأسیس شده است.
دفتر مرکزی تریدویند اوییشن در آکسفورد، کنتیکت واقع شده‌است و به ۱۰ مقصد، پرواز مستقیم انجام می‌دهد.

## مقصدهای پروازی

### نیو انگلند
- ماساچوست
  - فرودگاه مارتاز وینیرد
  - فرودگاه نانتاکت مموریال
- نیو جرسی
  - فرودگاه تیتربورو
- ایالت نیویورک
  - فرودگاه شهرستان وستچستر
- ورمانت
  - فرودگاه ایالتی موریسویل-ستوو[۲]

### کارائیب
- پورتوریکو
  - فرودگاه بین‌المللی لوئیز مونز مارین
- سن بارتلمی
  - فرودگاه گوستاف ۳[۳]
- وست ایندیز
  - فرودگاه بین‌المللی و. س. برد[۴]
  - فرودگاه بین‌المللی ونس و. آموری[۵]
- آنگویلا
  - فرودگاه بین‌المللی کلیتن جی. لوید[۶]
- جزایر ویرجین ایالات متحده آمریکا
  - فرودگاه سیرل گری کینگ

## ناوگان هوایی

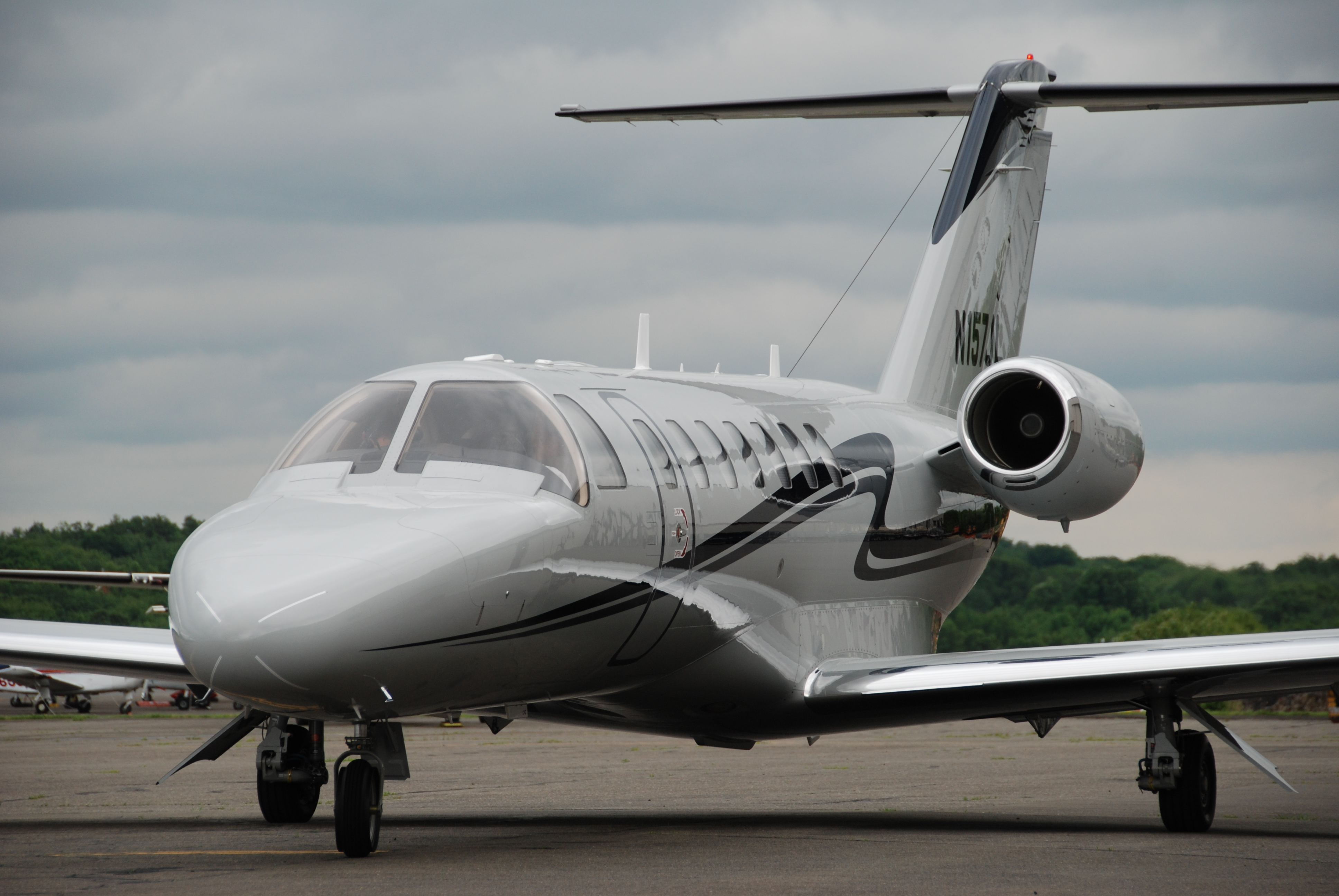
سسنا سایتیشن‌جت

بنا بر داده‌های ژوئیه ۲۰۱۴ میلادی، ناوگان هوایی تریدویند اوییشن به شرح زیر است:
| هواپیما        | فعال | سفارش |
| -------------- | ---- | ----- |
| سسنا سایتیشن‌جت | ۳    | ۰     |
| Pilatus PC-12  | ۱۵   | ۰     |